# Hasán II de Marruecos
Al-Hasán ibn Muhammad o Hasán II (Rabat, 9 de julio de 1929-Ib., 23 de julio de 1999) fue rey de Marruecos desde 1961 hasta su muerte. Era el segundo hijo de Mohamed V, sultán primero y después rey de Marruecos. Su madre fue la segunda esposa de su padre, Lalla Abla bint Tahar, titulada Um Sidi (madre del heredero).

## Biografía

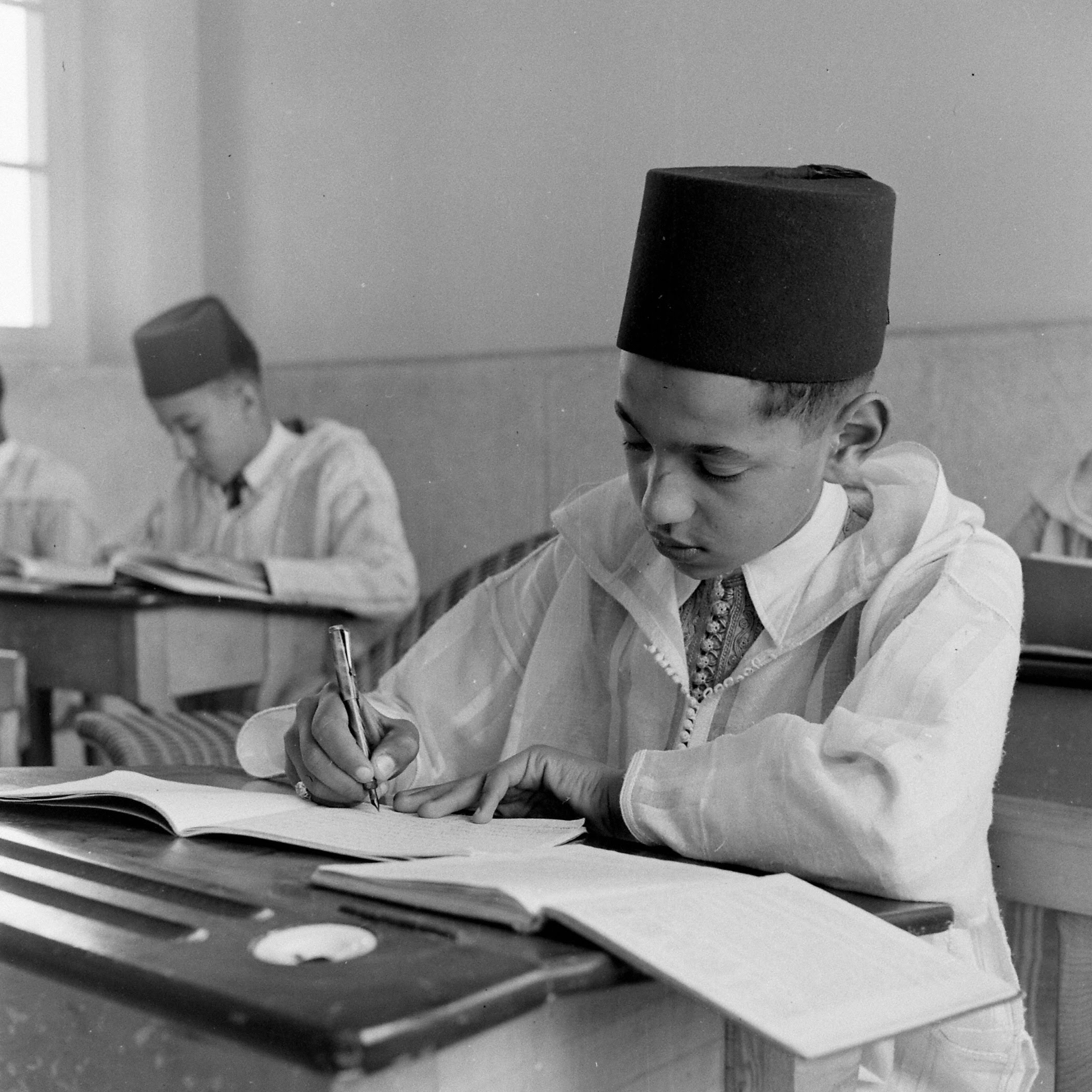
Moulay Hassan estudiando en el Royal College de Rabat en 1943.

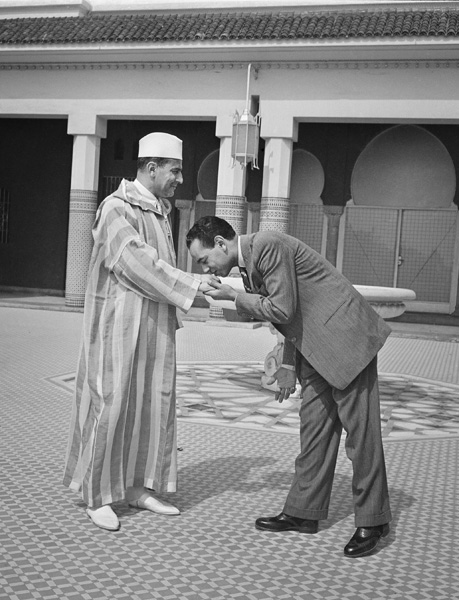
Moulay Hassan y su padre, el sultán Mohamed V en 1950.

Fue enviado al exilio en Madagascar por las autoridades francesas en 1953 junto con su padre el rey Mohamed V, aunque se le permitió regresar en 1955, cuando Francia se decidió a poner fin al Protectorado de Marruecos. En febrero de 1956, justo después de la independencia, fue nombrado por su padre Jefe del Cuerpo de las Fuerzas Armadas Reales. En 1957 recibió oficialmente el título de Príncipe Heredero. En ese mismo año sustituyó a su padre en la visita a los EE. UU. Durante los disturbios entre 1958 y 1959, dirigió la represión contra los rifeños en las montañas del Rif. Fue proclamado príncipe en 1957, y se convirtió en rey tras la muerte de su padre en 1961.
En marzo de 1965, las manifestaciones de estudiantes de secundaria, que protestaban contra una ley que limitaba la edad de acceso a las escuelas secundarias, fueron reprimidas violentamente: cientos de jóvenes fueron abatidos en pocos días. Su gobierno conservador fortaleció la dinastía alauí, y con la invasión del Sahara español logró que los españoles cedieran el territorio saharaui, que quedó repartido entre Marruecos y Mauritania por los acuerdos de Madrid.
Puso en marcha un sistema parlamentario en el cual él, sin embargo, tenía muchas prerrogativas, y donde el Majzén, o casta tradicional ligada al rey (equivalente de las antiguas cortes europeas), funcionaba como un Estado paralelo. En la práctica, el sistema político que rigió y que luego legó a su hijo se parecía más a una monarquía absoluta que a una monarquía constitucional de tipo europeo, con el añadido de que la familia real era propietaria directa de buena parte de las tierras, industrias y recursos del país. Durante su reinado existió una férrea represión política bajo la que desaparecieron varios centenares de personas. Tras su muerte, su sucesor tuvo que hacerse eco de las demandas sociales sobre el particular y crear mecanismos institucionales de investigación y compensación económica de las víctimas.
Sufrió dos intentos de golpe de Estado (intento de 1971 e intento de 1972) de los que salió ileso de forma casi milagrosa, lo que fue utilizado para crearle cierta aura de personaje santo o elegido por Dios (además de rey era príncipe de los creyentes, título que históricamente corresponde a los califas). En una ocasión, los conjurados (dirigidos por la mano derecha del monarca, el general Mohammed Ufqir) estaban tan seguros de que no había sobrevivido que se llegó a anunciar la proclamación de la república por las radios del país.

### Política exterior

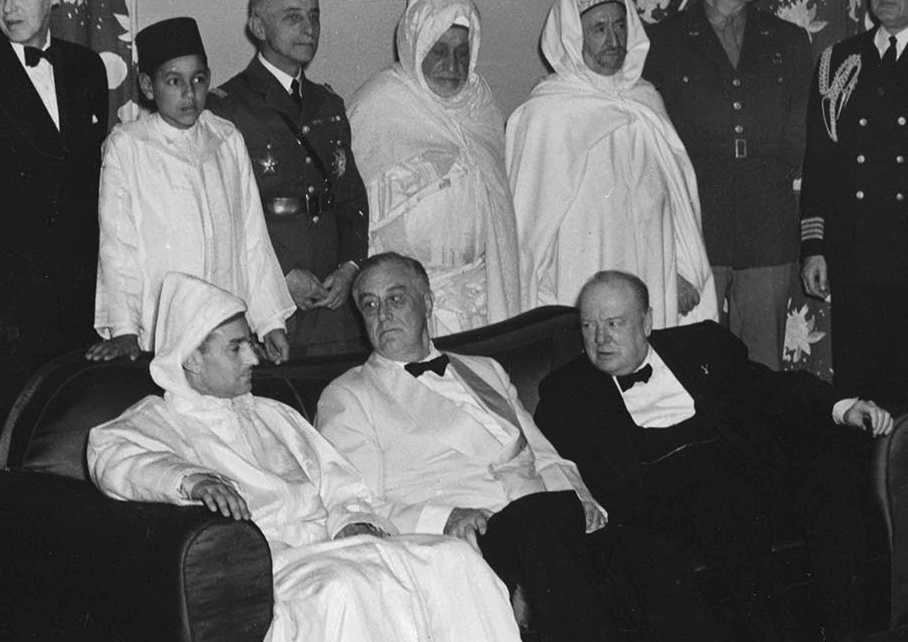
El príncipe Hasán está detrás del sultán Mohamed V sentado con Franklin D. Roosevelt y Winston Churchill durante la Conferencia de Casablanca de 1943.

En cuestiones diplomáticas, estaba cerca de los Estados Unidos sin oponerse frontalmente a la Unión Soviética. También adoptó un actitud ambigua den los conflictos entre Israel y algunos países árabes. En 1965, grabó para el Mosad las actas de una reunión secreta de jerarcas árabes para evaluar sus capacidades militares, que serían cruciales para Israel durante la guerra de seis días. Por otra parte, en 1973  envió un contingente al Golán para luchar junto a los sirios durante la guerra de octubre de 1973. Suspendío la adhesión de Marruecos a la Organización de la Unidad Africana y entró en conflicto con el presidente de Burkina Faso, Thomas Sankara, por su decisión de reconocer a la República Árabe Saharaui Democrática.
Tenía muy buenas relaciones con Francia, incluso con parte de su élite mediática y financiera. Así, en 1988, el contrato de la Mezquita Hassan II, un proyecto considerable financiado por contribuciones obligatorias, fue adjudicado a su amigo Francis Bouygues, uno de los empresarios franceses más poderosos. Su imagen en Francia se vio dañada tras la publicación en 1990 de Notre ami le roi, de Gilles Perrault, en la que el escritor describía las condiciones de detención en la cárcel de Tazmamart, la represión de los opositores de izquierda y saharauis, los asesinatos políticos, pero también la situación social y la pobreza en la que viven la mayoría de los marroquíes.

### Vida personal

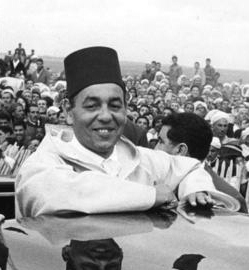
Hasán II en 1966.

Estaba casado desde 1961 con dos esposas, Lalla Latifa Hammou (madre de los príncipes), y con una prima de ésta, Lalla Fatima bint Qaid Ould Hassan Amhourak (no teniendo descendencia de este matrimonio). Sus restos descansan en el Mausoleo de Mohamed V, ubicado en la explanada de la Torre Hassán en Rabat, junto al sarcófago de su padre y el de su hermano, Moulay Abdellah.

### Fallecimiento
El 14 de julio de 1999 Hasán II hizo su última aparición pública cuando asistió como invitado al desfile militar del 14 de julio de Francia. El 23 de julio de 1999, a las 16:30 (GMT), Hasán II fue declarado muerto de un infarto de miocardio por el Hospital CHU Ibn Sina en Rabat, siendo hospitalizado ese mismo día por neumonitis intersticial aguda; tenía 70 años. Se celebró un funeral nacional para él en Rabat, con la asistencia de más de cuarenta jefes de Estado, entre ellos Bill Clinton, Jacques Chirac, Yaser Arafat, Abdelaziz Bouteflika, Abdalá II de Jordania, Ehud Barak, Carlo Azeglio Ciampi, Hosni Mubarak, Juan Carlos I, Yaber Al-Ahmad Al-Yaber Al-Sabah, Hafez al-Assad y el secretario general de la ONU, Kofi Annan.
Fue enterrado en un ataúd de madera en el Mausoleo de Mohamed V. Durante el funeral de Hasán , su ataúd fue llevado por el nuevo rey Mohamed VI, su hermano el príncipe Moulay Rachid y su primo Moulay Hicham, cubierto con una tela roja, en la que estaba inscrita la Shahada, un testimonio islámico de fe, en escritura dorada. Su primer hijo, Mohamed VI, fue entronizado y se convirtió en rey de jure de Marruecos una semana después de la muerte de Hasán.

## Experiencia política

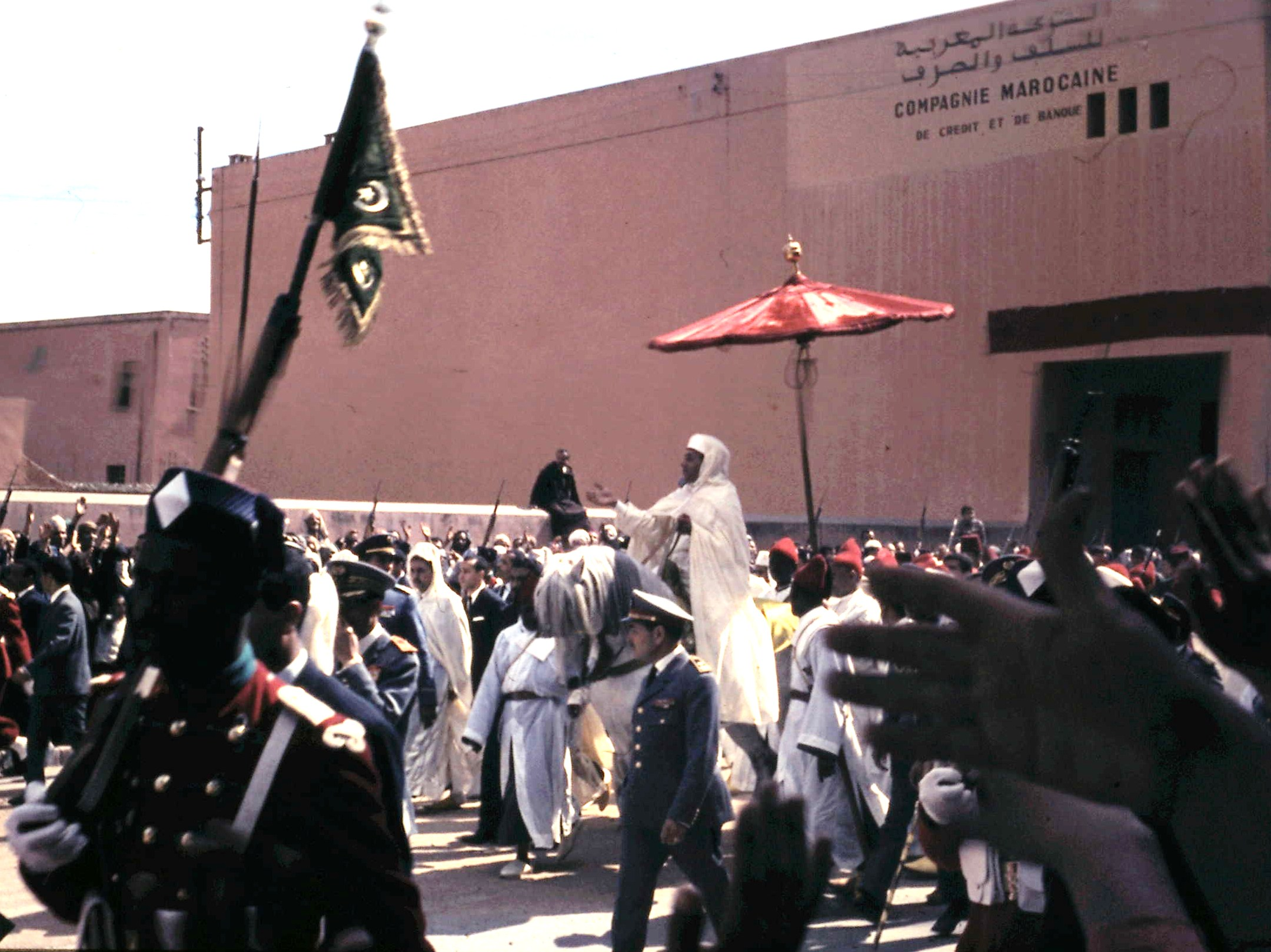
El rey Hasán II saludando al público de camino a la oración en Marrakech, en 1967.

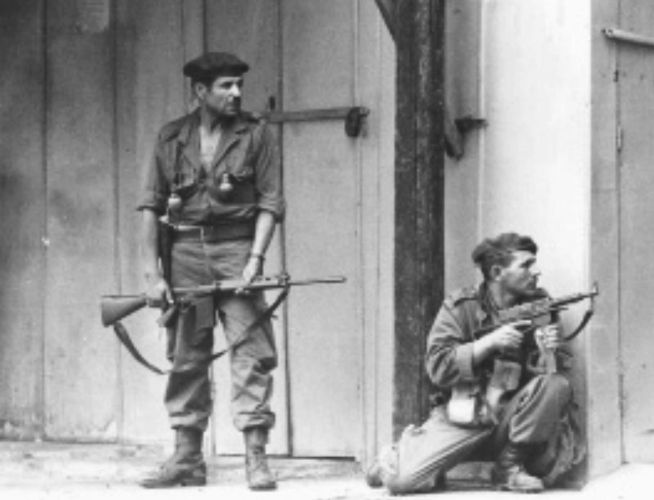
A la izquierda, tropas leales al rey Hasán II luchan durante el intento de golpe de Estado de 1971.

El rey Hasán II arranca su recorrido en la política desde una edad bastante temprana. Era un apoyo significativo para su padre Mohamed V en todos los actos, sobre todo, en la época del protectorado. Hasán II era incondicional apoyando a su padre para conseguir la independencia de Marruecos. Tanto así era que le tuvieron que exiliar junto a su padre, primero en Córcega, y después en Madagascar. Este acto motivó grandes olas de violencia y lucha armada por los partidarios de la independencia. Todo esto, fue a más cuando Francia nombró a Mohamed ben Arafa sultán de Marruecos dándole las mismas prorrogativas del rey Mohamed V.
En 1953 las protestas se intensificaron de manera escalonada por el exilio de Hasán II y su padre, hasta tal punto que el Sultán se vio obligado a dar por finalizada la etapa del exilio de Mohamed V y el príncipe Hasán II. Hasán II en ese momento era quien se ocupaba de los comunicados oficiales y la traducción de los mensajes que emitía por escrito su padre.
El 3 de marzo de 1961 falleció Mohamed V, y por ende, Hasán II fue proclamado nuevo rey de Marruecos. Todo esto pasó en un momento en el que el escenario internacional estaba repartido entre dos grandes fuerzas: por un lado el Bloque Comunista; y por el otro, el Bloque Occidental. Más tarde, Hasán II se mostró a favor del segundo bloque.
Su primera Constitución de 1962 “no se pronuncia (…) sobre la organización de los poderes en el Estado”. El nuevo soberano deposita su confianza en una serie de expertos; el resultado fue la merma de “poderes del Parlamento”. La nueva Carta Magna provocó el desgaste entre los partidos del Istiqlal y de la UNFP (Unión Nacional de Fuerzas Populares), fortaleciendo así a Hasán II.
Para Abdallah Laroui, “se acababan las grandes esperanzas que habían acompañado la lucha por el regreso del rey exiliado y por la independencia (…). En lugar de la modernización largamente esperada, se asistió a una tradicionalización en toda regla”.
“El majzén tradicional, el que despreciaban tanto los funcionarios del Protectorado como los nacionalistas, era el que progresivamente tomaba la delantera; de su condición inicial de urbano y civil, progresivamente mostró su carácter rural y militar”.

Muros marroquíes en el territorio del Sahara Occidental, durante la guerra del Sahara Occidental (1975-1991). En amarillo, territorio bajo control del Frente Polisario.

En cuanto a la política interior, Hasán II nunca aceptó la existencia de un solo partido político. Más que nada, porque el Partido del Istiqlal salió de la Guerra de la Independencia muy reforzado y gozaba de una popularidad indiscutible en el Reino de Marruecos. Con lo cual, su intención de crear una política pluripartidista en Marruecos surgió por el temor al Partido del Istiqlal que estaba poniendo en riesgo la permanencia de la monarquía.  Por otro lado, la relación de Hasán II con la oposición era tensa. Para equilibrar esa relación, Hasán II abrió paso a la construcción de nuevos partidos liberales y de derecha, que posteriormente la oposición los llamarían partidos administrativos.
Entre los años sesenta y ochenta el escenario político estaba muy tenso, sobre todo, entre la oposición y la monarquía. Tanto era así que Hasán II se vio obligado a emplear la fuerza, lo que se conocía entonces como la mano de hierro, que dio lugar a numerosas violaciones de los Derechos Humanos. La Guerra de las Arenas, el conflicto que enfrentó a Marruecos con Argelia en octubre de 1963, ocultó entre ambiciones territoriales de Hasán II una serie de “incidentes fronterizos, y la represión que ha alcanzado a todas las organizaciones populares progresistas marroquíes”. Como por ejemplo el caso de Mehdi Ben Barka, activista y disidente del régimen de Hasán II que se murió en extrañas circunstancias en los episodios más emblemáticos de la historia de Marruecos conocida como los Años de Plomo.
La situación de crisis en 1965 llevará a las protestas en las grandes ciudades, donde el Ejército acaba interviniendo para disolver a los manifestantes. Los partidos políticos no se ponen de acuerdo, y Hasán II “opta por suspender el Parlamento y la Constitución estableciendo el estado de excepción el 7 de junio de 1965”. En estas circunstancias, el monarca va a ir menguando el poder de partidos políticos y sindicatos. “Para complacer a los tradicionalistas, y a los salafíes (…), hizo del islam la religión del Estado (…). Para conquistarse a la (…) izquierda, garantizó el derecho de huelga, reconoció el derecho al trabajo y a la educación”, a pesar de la escasa viabilidad del proyecto. La Constitución de 1970 aumentó “los poderes del Ejecutivo” y marginó el papel del Parlamento.
En 1972, Hasán II volverá a elaborar una nueva Carta Magna, y tratará de agarrarse a un discurso nacionalista para reconciliarse con la población, centrándose en viejos objetivos como la “recuperación del Sáhara Occidental”. Va a ser esta cuestión un elemento de cohesión entre el rey y los partidos políticos, pues algunos de estos, prohibidos anteriormente, recuperaron la legalidad, y el monarca reforzará su idea de “garante de la integridad territorial de Marruecos en sus fronteras auténticas”.
En los años noventa, dada la delicada situación económica que atravesaba Marruecos, el rey Hasán II abrió canales de diálogo con la oposición con el fin de unir los esfuerzos entre los partidos políticos y las instituciones monárquicas. Como consecuencia de esta iniciativa en 1998 se construyó un nuevo gobierno cuyo primer ministro fue Abderrahmane Youssoufi nombrado a dedo por Hasán II.

## Visión sobre política exterior

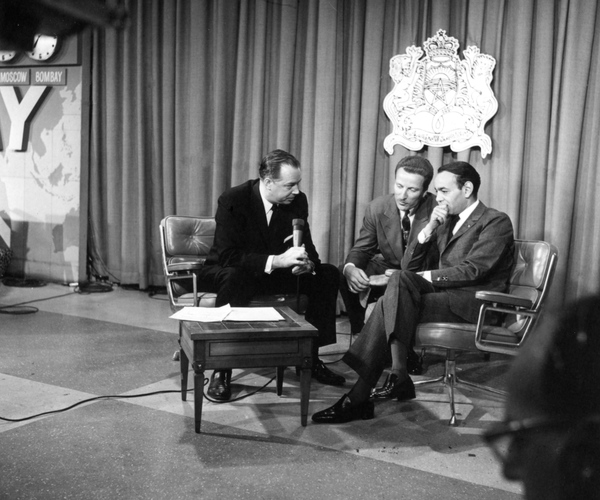
El rey Hasán II, siendo entrevistado para Today en la NBC, en 1963.

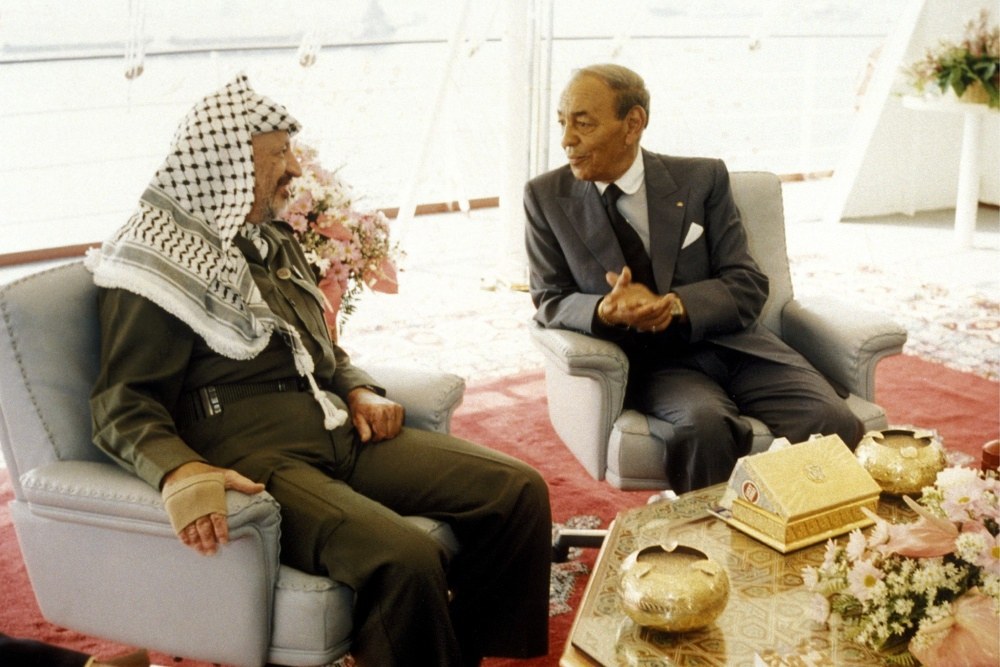
El rey Hasán II y Yaser Arafat durante una reunión en Bengasi, en 1991.

La visión política de Hasán II ha marcado notablemente el comportamiento diplomático de Marruecos a nivel internacional. Su percepción del mundo y de lo que sucedía en él formaba los parámetros de la política exterior de Marruecos. Sus decisiones eran, como es de esperar, indiscutibles porque gozaba de tres grandes poderes: poder económico, poder religioso y poder político.
El toque personal de Hasán II en la política exterior —muy distinto del de su padre Mohamed V, por cierto— se hacía cada vez más palpable a medida que Marruecos iba abriéndose al escenario político internacional con los países occidentales al igual que con los países árabes. Hasán II respondiendo a una pregunta en relación con su política exterior confesó que intentaba emprender nuevas estrategia y políticas distintas de las que se conocían en algunos países del Magreb y del Oriente. No obstante, Hasán II reconoció que lo que hacía era diferente de lo que hacía su padre debido a que su padre apenas tuvo experiencia en política exterior ya que era un campo sumamente restringido por el colonizador.
Para comprender mejor cómo constituyó Hasán II su visión personal sobre hacer política exterior, habría que remontarse a las experiencias que tuvo antes de llegar al Trono. Son relativamente pocos los príncipes herederos que tuvieron la suerte de experimentar en primera persona labores propias de un rey antes de llegar a serlo. Hasán II con apenas catorce años acompañaba a Mohamed V en sus reuniones con los cargos altos del protectorado francés. Y, curiosamente en el año 1943 participó, pese a la temprana edad, en la conferencia de Casablanca organizada con el fin de planear una estrategia europea para el funcionamiento aliado durante la Segunda Guerra Mundial. En esta conferencia estuvieron presentes figuras de la talla de: Franklin Delano Roosevelt, Winston Churchill, Charles de Gaulle y Henri Giraud. Esto último le permitió a Hasán II formarse una idea sobre la tensión y la conflictividad que había entre diferentes países de Occidente y cómo lo gestionaban. Ahí en esas conferencias fue donde Hasán  II se dio cuenta de que toda relación internacional dependía fundamentalmente de dos vertientes: la fuerza militar y los intereses económicos de cada país interviniente.

## Hijos
Estos son los hijos reconocidos por el monarca:
- Princesa Lalla Meryem.
- Rey Mohamed VI.
- Princesa Lalla Asma.
- Princesa Lalla Hasna.
- Príncipe Moulay Rachid.

## Títulos y tratamientos
Esta tabla aún no está actualizada. Puedes contribuir aportando información sobre títulos y tratamientos de esta persona.

## Distinciones honoríficas

### Distinciones honoríficas marroquíes
- Gran Maestre de la Orden de Muhammad.
- Gran Maestre de la Orden de la Lucha por la Independencia.
- Gran Maestre de la Orden de la Fidelidad.
- Gran Maestre de la Orden del Trono.
- Gran Maestre de la Orden del Mérito Militar.
- Gran Maestre de la Orden del Mérito Civil.
- Gran Maestre de la Orden Alauí.
- Gran Maestre de la Orden de la Prosperidad.
- Gran Maestre de la Orden del Celo.
- Gran Maestre de la Orden del Rescate.
- Gran Maestre de la Orden del Trabajo
- Gran Maestre de la Orden del Mérito Deportivo.
- Gran Maestre de la Orden de la Eficiencia Intelectual.

### Distinciones honoríficas españolas
- Caballero del collar de la Real y Distinguida Orden de Carlos III (02/06/1979).[21]
- Caballero del collar de la Orden Civil de Alfonso X el Sabio (22/09/1989).[22]